# Too High to Die
Too High to Die è l'ottavo album in studio della rock band statunitense Meat Puppets. L'album è stato pubblicato il 25 gennaio 1994 dalla London Records. È stato prodotto dal chitarrista dei Butthole Surfers Paul Leary. Il titolo dell'album è una parodia dell'album dei Ramones del 1984 Too Tough to Die.
Un'edizione limitata di Too High to Die includeva il promo in vinile EP Raw Meat da 10". La copertina di questa edizione limitata presenta più colori della normale copertina dai toni rosa.
L'album è stato supportato da un lungo tour, che comprendeva l'apertura di spot per artisti del calibro di Blind Melon, Soul Asylum e Stone Temple Pilots (e poco prima dell'uscita dell'album, Nirvana).
Too High to Die è stato venduto molto bene grazie al successo del suo singolo Backwater, che ha raggiunto rispettivamente il 2º e l'11º posto nelle classifiche "Billboard Mainstream Rock Tracks" e "Modern Rock Tracks". L'album stesso ha anche raggiunto il n.1 nella classifica dei Heatseekers, rendendolo uno degli album di maggior successo e classifica dei Meat Puppets fino ad oggi. L'album è stato certificato oro dalla RIAA il 6 ottobre 1994.
Nel maggio 2012, il titolo di un libro sulla storia dei Meat Puppets prese in prestito parte del titolo dell'album, Too High to Die: Meet the Meat Puppets.
Nel luglio 2014, Guitar World ha inserito Too High to Die alla posizione 44 della sua lista "Superunknown: 50 Iconic Albums Defined 1994".
Nell'ottobre 2014, il sito web di Alternative Nation ha elencato Too High to Die al numero 9 nella lista dei "10 migliori album rock alternativi del 1994".

## Tracce
1. "Violet Eyes" – 3:51
2. "Never to Be Found" – 4:46
3. We Don't Exist – 3:44
4. Severed Goddess Hand – 2:59
5. Flaming Heart – 4:49
6. Shine – 3:50
7. Shine – 2:22
8. Roof with a Hole – 3:34
9. Backwater – 3:42
10. Things – 4:06
11. Why? – 4:20
12. Evil Love – 6:56
13. Comin' Down (features "Lake of Fire" as a hidden track) – 6:56